# PAS染色法
PAS染色法（Periodic Acid-Schiff stain）在組織學上，主要用來檢測組織中的醣類，過碘酸把醣類相鄰兩個碳上的羥基氧化成醛基，再用Schiff試劑和醛基反應使呈現紫紅色。通常用於黴菌病檢體組織切片染色的方法。

## 配製

### 固定液
可使用Carnoy液（純酒精24mL+冰醋酸4mL+氯仿12mL）

### 染色液

#### 配製過碘酸酒精溶液
過碘酸（HIO4）0.4g + 95%酒精 35ml + 0.2M醋酸鈉溶液 5mL+ 蒸餾水10mL，用棕色瓶保存在冰箱裡，保存期限兩周。

#### 配製Schiff氏溶液
0.5克鹼性品红加入100毫升蒸餾水中，不停搖動混合5分鐘，使之充分溶解。冷卻到50℃後過濾，並加入10mL 1N 鹽酸溶液，冷卻到25℃，加入0.5-1g焦亞硫酸鈉，在室溫中至少静置24小時，然後密封冰箱保存。

#### 混合
將配好的Schiff氏液 11.5ml　與1N 鹽酸溶液0.5ml　以及純酒精23ml 混合。亞硫酸溶液1%焦亞硫酸鈉溶液 10mL +1N 鹽酸溶液 10mL+ 蒸餾水 180mL。

## 外部連結
- PAS Reaction